# Вергейчик Олена Юхимівна
Олена Юхимівна Вергейчик (біл. Алена Яфімаўна Вяргейчык; 5 січня 1941, с. Новосілки Хойницького району — 17 липня 2016, с. Дворища) — Герой Соціалістичної Праці (1973).

## Біографічні відомості
З 1960 року — телятниця. З 1976 року — бригадир бригади по відгодівлі моллдняку великої рогатої худоби в радгоспі «Судкова» Хойницького району. Звання Героя Соціалістичної Праці присвоєно за досягнення у виконанні соціалістичних обов'язків по збільшенню виробництва і заготовок продуктів тваринництва. Депутат і член Президіуму Верховної Ради Білоруської РСР у 1971-1975 роках.